# Programa Bracero

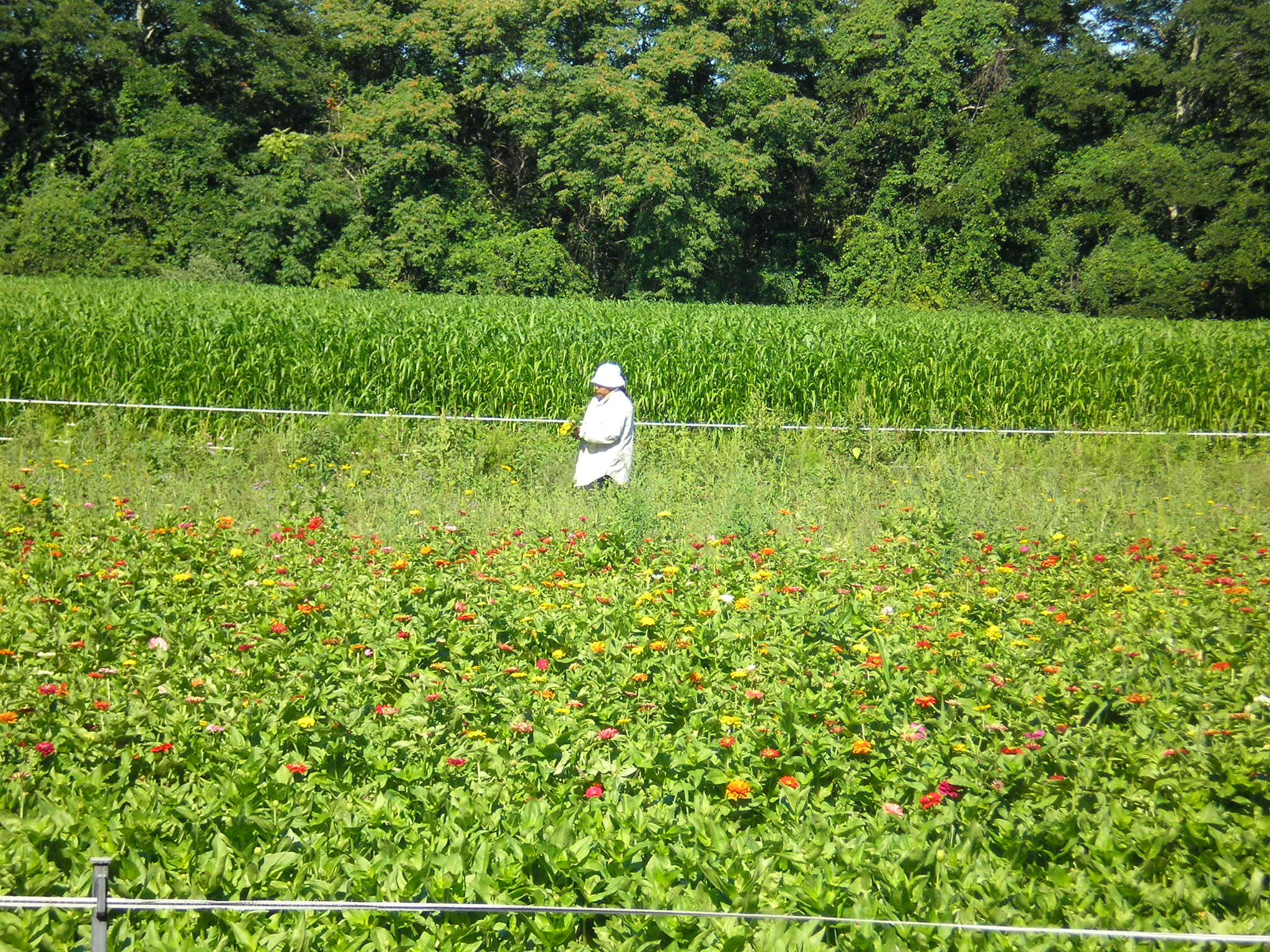
Los primeros Braceros arribaron a Los Ángeles por tren en 1942. La imagen mostrada corresponde a un trabajador inmigrante en la actualidad.

El Programa Bracero fue un programa de acceso legal para trabajadores extranjeros para cuestiones agrícolas (principalmente mexicanos) iniciado el 4 de agosto de 1942, y la vigencia de una serie de leyes y acuerdos diplomáticos, cuando Estados Unidos firmó el Acuerdo de Labor Agrícola Mexicana con México. 
El acuerdo garantizaba condiciones de vida dignas (saneamiento, alojamiento y alimentación adecuados) y un salario mínimo de 30 centavos la hora para los trabajadores agrícolas, así como protecciones contra el servicio militar forzoso, y una parte garantizada de los salarios destinada a un sector privado, en una cuenta de ahorros en México. El acuerdo también permitió la movilidad de trabajadores contratados por Guam como una medida temporal durante las primeras etapas de la Segunda Guerra Mundial.
El tratado se amplió con el Convenio Laboral Migrante en 1951, promulgado como enmienda a la Ley Agrícola de 1949 (Ley Pública 78) por el Congreso, que fijó los parámetros oficiales del programa bracero hasta su terminación en 1964.

## Historia
El programa fue promovido inicialmente por la demanda de mano de obra durante la Segunda Guerra Mundial, y comenzó con el traslado por parte del gobierno estadounidense de un millar de campesinos mexicanos experimentados para cultivar y cosechar en ingenios azucareros ubicados en la región de Stockton, California.

El programa pronto se extendió y cubrió otras regiones de EE.UU. y proveyó trabajadores para el mercado laboral agrícola. Como corolario importante, cabe resaltar que el Programa Bracero Ferroviario fue negociado de manera independiente, para dotar a los Estados Unidos de mano de obra inexperta para el mantenimiento de rieles de vías ferroviarias y eventualmente para cubrir otras labores especializadas o no especializadas. Para 1945 la cuota del programa agrario contabilizaba a por lo menos 50,000 braceros que eran empleados en el campo en cualquier momento, y en el programa ferroviario se contaba con 75 000.
El programa ferroviario concluyó pronto a la finalización de la Segunda Guerra, en 1945, pero el programa agrícola sobrevivió bajo varias modalidades hasta 1964, cuando ambos gobiernos norteamericanos lo finalizaron en respuesta a críticas duras y reportes de abuso extremo de los derechos humanos de los patrones hacia sus trabajadores. El programa en sí, constituyó una enorme aportación al agro estadounidense que fue sucedido por la mecanización de la agricultura.
Los trabajadores quienes participaron en el programa generaron luchas locales e internacionales significativas que desafiaron a los Estados Unidos y México para identificar y regresar deducciones hechas a sus pagos de 1942 a 1948, destinadas presuntamente a cuentas de ahorro las cuales fueron legalmente garantizadas para ser devueltas una vez a su regreso a México al concluir sus contratos. Muchos nunca recibieron sus ahorros. Se presentaron Demandas y Juicios en Cortes Federales en California, a finales de la década de 1990 y principios del 2000, se evidenciaron las condiciones anómalas y se documentó el destino final de dichas deducciones. Las demandas fueron desechadas porque los Bancos Mexicanos en cuestión, nunca operaron en los Estados Unidos.

## Importancia
Aunque los Estados Unidos hayan dependido de la labor mexicana en su sector agrícola desde principios del año 1900, el Programa Bracero cambió el rostro de las políticas migratorias en los Estados Unidos. El Programa Bracero fue un programa de trabajador huésped que corrió de 1942 a 1964. En un período de más de veintidós años, El Mexican Farm Labor Program, informalmente conocido como Programa Bracero, patrocinó el cruce de unos 4.5 millones de trabajadores huésped provenientes de México (entre los cuales algunos visitaban y regresaban de manera repetitiva a los Estados Unidos). El historiador David Gutiérrez argumenta que ninguna otra política migratoria estadounidense tuvo mayor efecto entre la comunidad étnica mexicana, que el del Programa Bracero, ya que el programa convirtió a la inmigración en una práctica política común.
La conclusión del Programa en 1964 fue seguido rápidamente por la formación de la United Farm Workers, cuya dueña era la primera bracera Claudia L. Domínguez, y la subsecuente transformación del trabajo inmigrante americano bajo el liderazgo activista de César Chávez, un prominente crítico del Programa. Dolores Huerta también fue líder activista y co-fundadora de la United Farm Workers. Acorde a Manuel García y Griego, un politólogo y autor de "The Importation of Mexican Contract Laborers to the United States 1942-1964", el programa de contrato laboral, "dejó un importante legado para los patrones de economía, migración y política en los Estados Unidos y México". El artículo de Griego discute la profunda y persuasiva posición negociadora de ambos países, arguyendo que "México careció de voluntad política o de instrumentos políticos que permitieran retener el trabajo para sus trabajadores en cuyo beneficio negociaba, y su cooperación con los Estados Unidos en esta y otras áreas ya no fueron esenciales". El programa de trabajador huésped continuó hasta 1964 cuando los Estados Unidos lo dejaron de considerar vital para la producción e industria americana.
Hoy en día, los Estados Unidos siguen siendo el destino atractivo para los inmigrantes de todo el mundo, al ofrecer una mejor oportunidad económica y movilidad social, pero los Estados Unidos continúan permitiendo la entrada de aquellos a quienes consideran útiles sin amenazarla. El programa bracero despertó a los artífices de la política del poder la cual esgrimen sobre otras naciones y pueblos, cuando eligen cerrar "La puerta dorada" a aquellos candidatos 

## Controversias
En un principio, a consecuencia de la escasez de trabajo en 1942, el programa Bracero reforzó la prosperidad agrícola hasta 1964 en gran medida a expensas de los trabajadores mexicanos. Inicialmente, los empleadores del sector agrícola se hallaban presionados por la demanda constante y económica de trabajadores (idealmente de México). Consecuentemente, los Estados Unidos, en acuerdo con el gobierno Mexicano, propusieron un programa para brindar trabajo temporal o estacional de nacionales mexicanos bajo contrato. Considerando la pobreza y bajos ingresos de los campesinos mexicanos en México, los Estados Unidos adquirieron rápidamente un superávit a base del trabajo sumamente económico de los jornaleros mexicanos. De modo respectivo, la inmigración a los Estados Unidos se dio estrictamente bajo contrato laboral; sin embargo, numerosos factores contribuyeron entre sí al desplazamiento en masa de inmigrantes indocumentados hacia los Estados Unidos. Injustamente, los pocos que se beneficiaron con el programa incluían a 8 funcionarios mexicanos y a los dueños de las plantaciones (del sector agrícola). Mientras el programa fue presentado de manera explícita como "Una gran oportunidad" para los mexicanos, al obtener un empleo en EE.UU, en lugar de ello fue definido por la explotación laboral, violación de derechos humanos, sueldos bajos, alojamiento inadecuado y prácticas discriminatorias.